# Palác Fronteira
Palác Fronteira (portugalsky Palácio Fronteira) neboli Palác markýzů z Fronteiry (Palácio dos Marqueses de Fronteira) je historický palác ve čtvrti São Domingos de Benfica v Lisabonu nedaleko lesoparku Monsanto. Byl postaven mezi lety v 17. století na objednávku João de Mascarenhase, prvního markýze z Fronteiry, jako lovecký pavilon. Tento palác je považován za jeden z nejvýznamnějších příkladů portugalské renesanční a barokní architektury a zároveň za vzácnou ukázku šlechtického života v době portugalské koloniální říše před zemětřesením v roce 1755, které zničilo mnoho podobných staveb. V roce 1982 byl palác prohlášen za národní památku.

## Historie

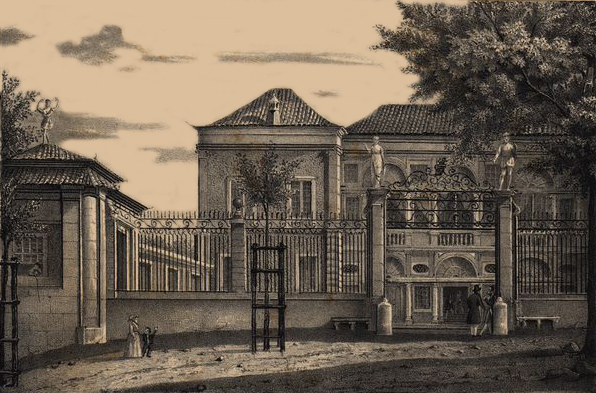
Palác kolem roku 1850

Palác v italském stylu nechal v letech 1650 až 1675 postavit João de Mascarenhas, druhý hrabě z Torre, který získal titul markýze od krále Afonse VI. za svou věrnost během portugalské války za nezávislost. Původně sloužil jako lovecký pavilon a letní rezidence. V roce 1755, po zničení městské rezidence rodiny Mascarenhas ve čtvrti Chiado, se stal hlavním sídlem rodiny. Palác byl tehdy rozšířen a obohacen o dekorativní prvky.
V roce 1989 vytvořil XII. markýz z Fronteiry, Fernando José Mascarenhas, nadaci Fundação das Casas de Fronteira e Alorna, která zajišťuje údržbu paláce a organizuje kulturní akce. RodMascarenhasů v paláci stále sídlí, zahrady a vybrané prostory paláce jsou přístupné veřejnosti.

## Exteriér
Palác obklopuje rozsáhlý park ve stylu klasické italské zahrady na půdorysu ve tvaru písmene L. Rozkládá se na východ a jih od paláce a je velmi bohatě zdoben výtvarnými díly z malovaných dlaždic, tzv. azulejos. Částečně jednobarevné modré, částečně vícebarevné azulejos pocházejí z Portugalska, Nizozemska a Španělska a pokrývají velké plochy zahradní architektury i suterénu paláce. Je vyobrazena široká škála témat: mytologie, portréty, jednoduché každodenní výjevy z venkovského života, lov a rybaření, žánrové obrázky, personifikace živlů, planet a znamení zvěrokruhu, zobrazení měsíců, nespočet domácích a exotických zvířat, alegorická zobrazení s opicemi a kočkami převlečenými za lidi a mnoho jiného.
Před hlavním průčelím na východní straně paláce je velký parter, formální zahrada s geometricky zastřiženými živými ploty a stromy; je rozdělena do čtyř čtvercových oddílů. Uprostřed areálu i uprostřed jednotlivých oddílů jsou kašny, které jsou samy rozděleny do čtyř částí Vnější rohy čtyř hlavních oddělení zvýrazňují olověné sochy v životní velikosti.

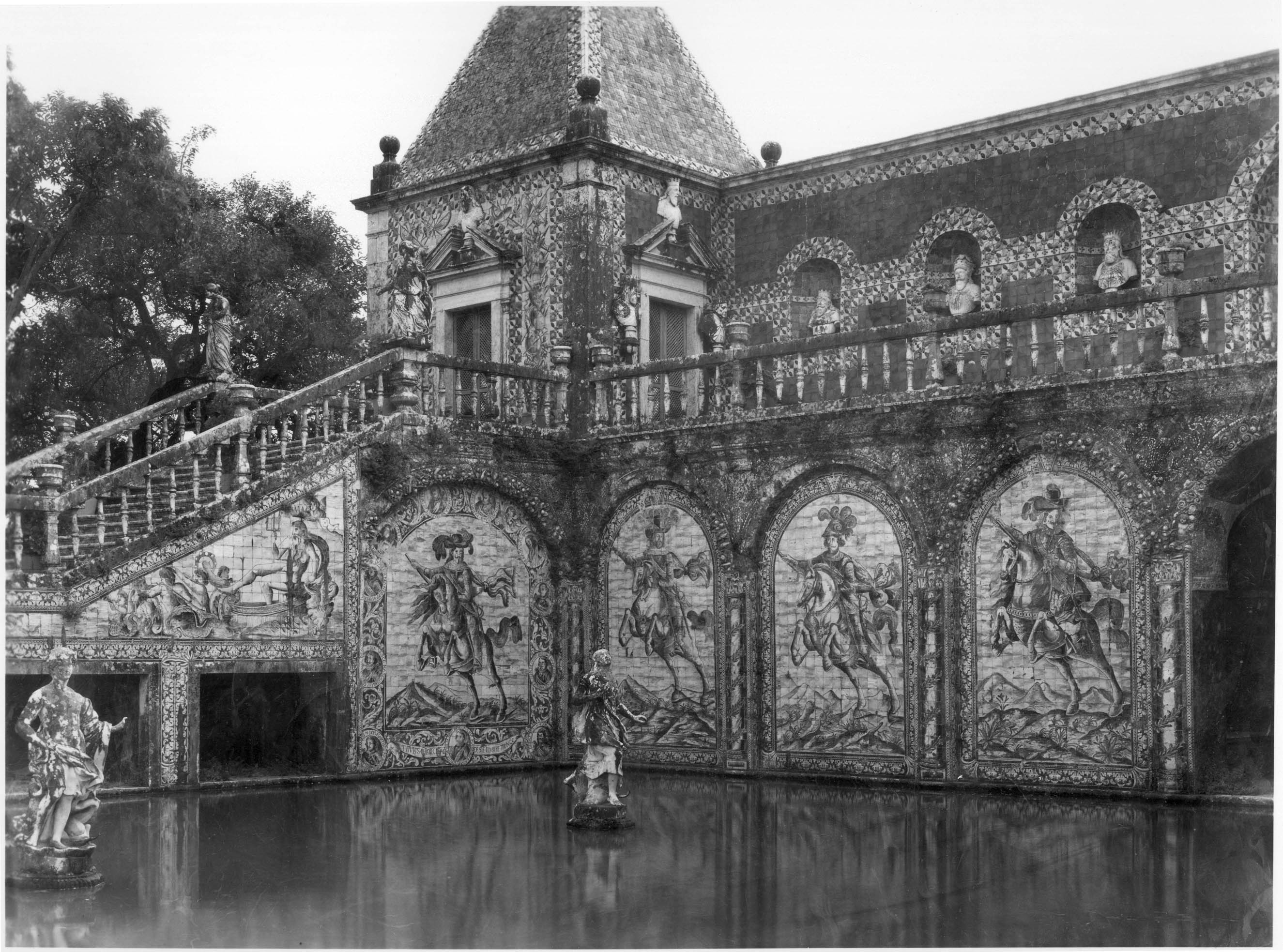
Detail vodní plochy

Formální zahrada je po celé šířce ohraničena na jihu velkou vodní plochou, u které jsou další sochy. Na velké dlážděné stěně na zadní stěně komplexu jsou vyobrazení čtrnácti jezdců v životní velikosti, z nichž někteří představují členy rodu Mascarenhasů. Dvě ramena schodů vlevo a vpravo vedou do Galerie králů (Galería dos Reis), která obsahuje mramorové busty všech portugalských králů od prvního krále Alfonse I. Dobyvatele po Jana VI., s výjimkou španělské dynastie Filipovců. Sebevědomý politický program galerie je zřejmý: šlechta, která rozhodujícím způsobem přispěla k ukončení španělské nadvlády nad Portugalskem v roce 1640 – jen několik let před vznikem stavby – tvoří základ království.
Od Galerie králů na západ se jde do mírně zvýšené, volně navržené Venušiny zahrady (Jardim de Vénus) před jižní fasádou paláce se starými stromy z 19. století. Zahradu a palác propojuje terasa Galerie svobodných umění (Galería de las Artes), bohatě zdobená azulejos, volně stojícími sochami a barevnými sochařskými terakotovými dekoracemi ve stylu Della Robbii. Je zde také nejstarší část komplexu, kaple ze 16. století, a Letní altán (Casa de Fresco), malá budova s ozdobnou rokokovou vodní nádrží před vchodem a fasádou všude vyzdobenou sklem, barevnými kameny, porcelánovými střepy a dlaždicemi. Uvnitř je klasická zahradní grotta převzat s vodním nádržemi, chrliči a nástěnnými ozdobami z kamenů a přírodních materiálů, jako jsou mušle.

## Interiér
V paláci je několik reprezentačních sálů, např. Síň bitev (Sala dos Batalhas), kde se konají velké hostiny. V ní je technikou azulejo vyzdobený vlys vyobrazující Fernanda de Mascarenhase, prvního hraběte z Torres, který sehrál důležitou roli ve válce o nezávislost Portugalska roku 1640. V této místnosti také jsou významné panely od Pedra Alexandra zobrazující scény z portugalské války za nezávislost, včetně bitev u Montija (1644), Arronches (1653), Badajozu (1658) a Montes Claros (1665). Jeden z panelů zobrazuje João de Mascarenhas v boji proti španělskému generálovi.. Na zámku je dále reliéf zobrazující Pedra de Mascarenhas, místokrále Indie a posledního opata Crata. V celém zámku jsou cenné obrazy de Sequeiry a Pellegriniho.

## Význam

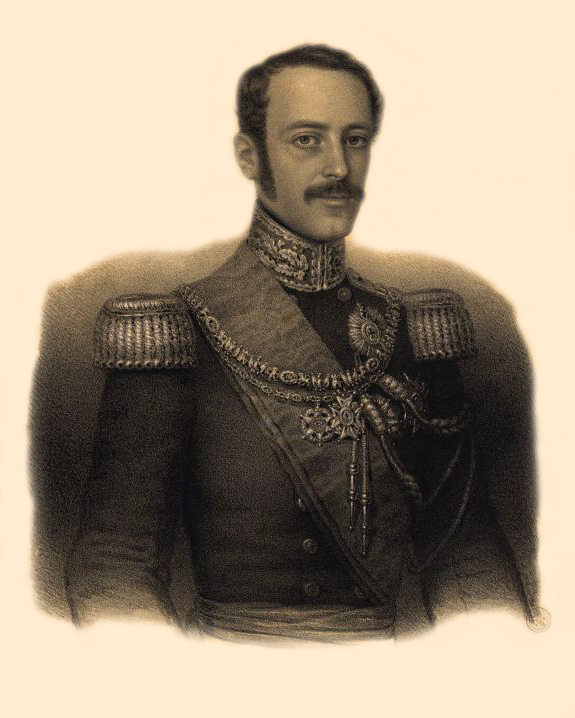
Sedmý markýz Fronteira José Trazimundo Mascarenhas Barreto

Palác měl pro Portugalsko značný význam: po dlouhou dobu nově akreditovaní velvyslanci navštěvovali markýze de Fronteira ještě před audiencí u krále. V domě se konaly nejvýznamnější literární salony v Portugalsku, jež hostila markýza z Alorna, básnířka známější jako Alcipe. Podle legendy sv. František Xaverský ve zdejší kapli sloužil svou poslední mši na evropské půdě před odplutím do Indie. Palác byl také rezidencí budoucího vévody z Wellingtonu, Sira Arthura Wellesleyho, který zde našel klid a odpočinek během Iberských válek proti Napoleonovi. Německý šlechtic a spisovatel Felix Fürst von Lichnowsky zde v roce 1843 několik týdnů pobýval na pozvání markýze de Fronteira a psal o tom. Francouzský spisovatel Pascal Quignard zasadil svůj román La frontière do areálu paláce. Německý spisovatel Friedrich Sieburg dokonce nazval park „jednou z nejumělečtějších a nejkrásnějších zahrad na světě“.